# Ливарна форма

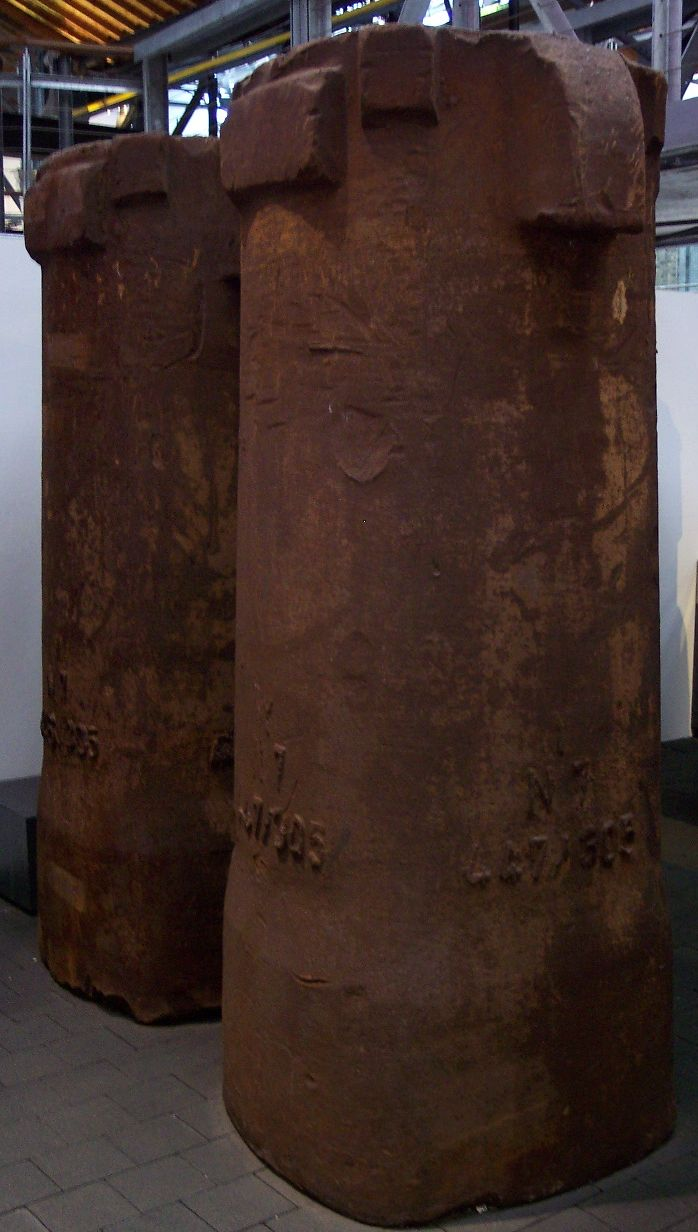
Металеві ливарні форми (кокілі)

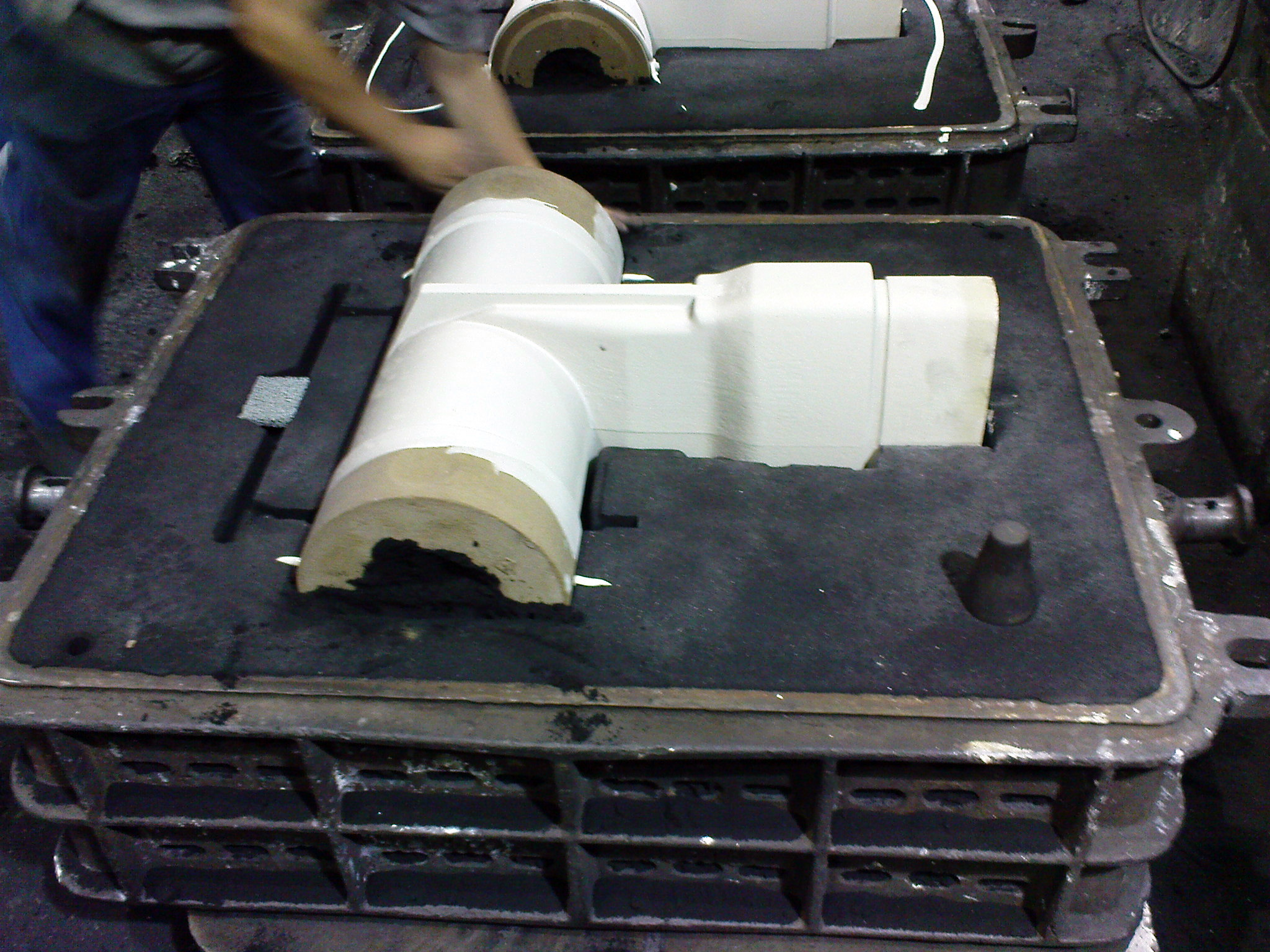
Виготовлення ливарної форми з піщано-глинястої суміші в опоці прямокутної форми

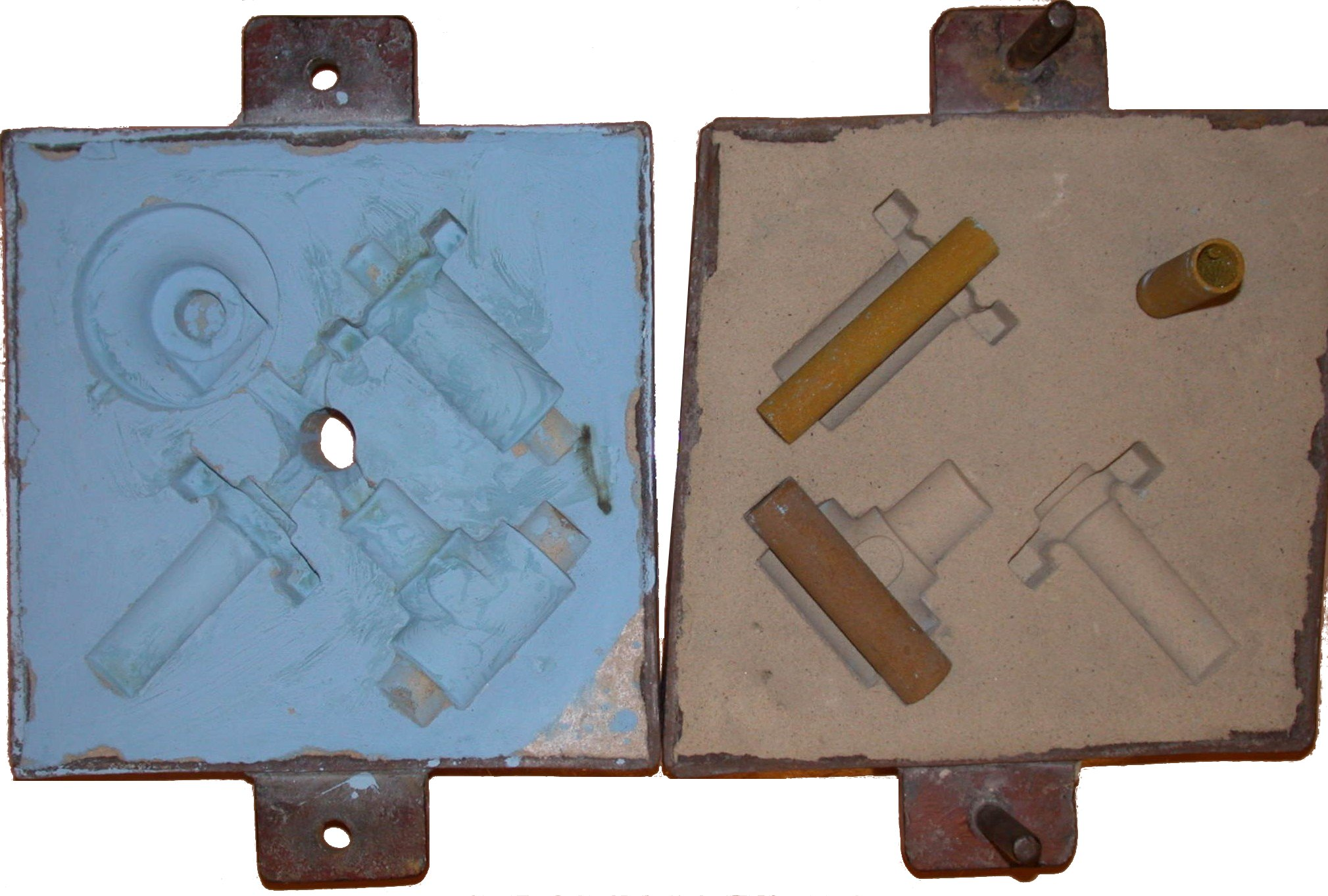
Напівформи з піщано-глинястої суміші зі стрижнями

Лива́рна фо́рма (англ. casting form, casting mold) — форма для одержання виливків у ливарному виробництві шляхом заливання в них розплавленого матеріалу (металевого або кам'яного).

## Конструктивні особливості
Складається звичайно з півформ, що утворюють замкнену порожнину, яка має обрис відливка. В ливарних формах є стрижні, за допомогою яких створюють внутрішні порожнини й отвори, і ливникова система.
Форми, що використовуються в процесах лиття під тиском звичайно називають прес-формами.

## Матеріали для виготовлення
Матеріалами для виготовлення ливарних форм слугують:
- кварцовий пісок, бентоніт, глина тощо (лиття в піщано-глинясті форми);
- метали (лиття в металеві форми).

Розрізняють ливарні форми разові і багаторазові, що їх виготовляють в опоках ручним або машинним способом з формувальних сумішей, а також з металу (див. Кокіль).
До разових форм відносяться:
- піщані (піщано-глиняні, піщано-цементні);
- хімічно твердіючі (ХТС);
- керамічні.

До багаторазових належать кокільні (металеві) форми.